# Musaranya aquàtica de Sumatra
La musaranya aquàtica de Sumatra (Chimarrogale sumatrana) és una espècie de soricí que només viu als altiplans de Padang, a l'oest de Sumatra (Indonèsia). Se la considera una espècie en perill crític a causa de la pèrdua d'hàbitat i el seu àmbit de distribució reduït.